# Icaro Air
 (août 2019).
Icaro Air était une compagnie aérienne basée à Quito, en Équateur. Elle exploitait des vols de cabotage de passagers sous le nom d'Icaro Express et offrait des services d'affrètement d'hélicoptères. Son hub principal était l'aéroport international Mariscal Sucre à Quito. La compagnie est actuellement[Quand ?] en faillite. Dans ses dernières années, elle n'a opéré qu'un seul avion et a demandé à la Surintendance des compagnies de se dissoudre. Ses cadres supérieurs ont été mis en examen par peculado[pas clair], qui aurait éludé des impôts de 783 000 dollars entre 2005 et 2007. 
Dans ses meilleures années, elle a exploité plusieurs avions avec plusieurs destinations nationales et internationales, mais, en 2011, il était déjà connu que la société avait eu plusieurs années avec des problèmes économiques qui ne pouvaient finalement pas être surmontés.

## Sources
- (es) Cet article est partiellement ou en totalité issu de l’article de Wikipédia en espagnol intitulé « Icaro Air » (voir la liste des auteurs).